# Elbersroth
Elbersroth ist ein Gemeindeteil der Stadt Herrieden im Landkreis Ansbach (Mittelfranken, Bayern). Die Gemarkung Elbersroth hat eine Fläche von 16,188 km². Sie ist in 1483 Flurstücke aufgeteilt, die eine durchschnittliche Fläche von 10.915,68 m² haben. In ihr liegen neben dem namensgebenden Ort die Gemeindeteile Angerhof, Birkach, Bittelhof, Böckau, Buschhof, Gimpertshausen, Gräbenwinden, Leuckersdorf und Sickersdorf.

## Geografie

### Geografische Lage
Das Pfarrdorf liegt an der Wieseth und am Charbach, der im Ort als rechter Zufluss in die Wieseth mündet. Im Nordosten liegt der Stadler Wald, im Osten das Elbersrother Holz, 1,5 km westlich des Ortes liegt der Kapellenwald, 0,75 km südlich das Gräbenwindner Holz. 0,5 km südwestlich erhebt sich der Hirschberg.
Die Kreisstraße AN 36 führt über Leuckersdorf nach Windshofen (2,5 km westlich) bzw. nach Sickersdorf zur Kreisstraße AN 37 (1,2 km südöstlich). Gemeindeverbindungsstraßen führen nach Aurach zur Staatsstraße 1066 (4 km nördlich), nach Stadel (2,7 km nordöstlich), nach Angerhof (0,3 km nördlich) und zur AN 37 bei Gräbenwinden (1 km südöstlich).

### Klima

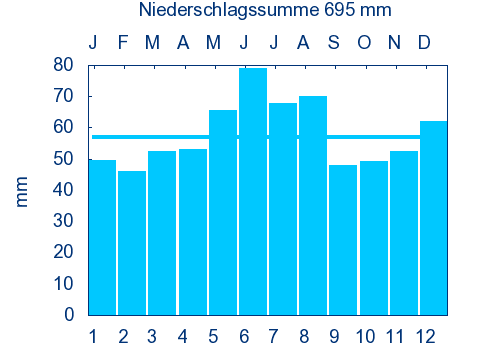
Diagramm Niederschlagsmittelwerte Elbersroth für den Zeitraum von 1961 bis 1990
Niederschlagsdiagramm für Elbersroth (blaue Kurve) vor den Mittelwerten (Quantilen) für Deutschland (grau)

In Elbersroth beträgt die durchschnittliche Niederschlagsmenge im Jahr 695 mm.

## Geschichte
Der Ort wurde 1288 im Testament des Wolfram von Dornberg als „Elbigesrode“ erstmals urkundlich erwähnt. Der Ortsname bedeutet Zur Rodung eines Elbig bzw. Elbert, dem Gründer der Siedlung. Durch das Testament fielen die Vogteirechte über das Eichstätter Oberland, zu dem auch Elbersroth gehörte, an die Grafen von Oettingen. 1316 kam es zwischen den Oettingern und Kaiser Ludwig dem Bayer zu einer kriegerischen Auseinandersetzung, die zur Folge hatte, dass diese ihre Vogteirechte an das Hochstift Eichstätt abtreten mussten. Ab dem 15. Jahrhundert wurde es eichstättischen Oberamt Wahrberg-Herrieden zugewiesen, das alle Rechte hatte außer dem Hochgericht, da der Ort zum Fraischbezirk des ansbachischen Oberamtes Feuchtwangen gehörte. Im Jahre 1732 gab es 21 Anwesen (2 Höfe, 4 Halbhöfe, 1 Halbhof mit Wirtschafts- und Backrecht, 12 Güter, 1 Gut mit Schmiede, 1 Haus), die allesamt vom eichstättischen Vogtamt Aurach verwaltet wurden. Außerdem gab es noch 1 katholische Kirche mit Friedhof, 1 Pfarrhaus, 1 Schulhaus und 1 Hirtenhaus. An diesen Verhältnissen änderte sich bis zum Ende des Alten Reiches nichts. Die Zahl der Anwesen wurde 1790 mit 22 angegeben. Von 1797 bis 1808 unterstand der Ort dem Justiz- und Kammeramt Feuchtwangen.
1806 kam Elbersroth an das Königreich Bayern. Mit dem Gemeindeedikt (frühes 19. Jahrhundert) wurde der Ort dem Steuerdistrikt Weinberg zugewiesen. Wenig später entstand Ruralgemeinde Elbersroth mit den Orten Angerhof, Birkach, Bittelhof, Gimpertshausen, Gräbenwinden, Leuckersdorf und Sickersdorf. Sie war in Verwaltung und Gerichtsbarkeit dem Landgericht Feuchtwangen und in der Finanzverwaltung dem Rentamt Feuchtwangen zugeordnet (1919 in Finanzamt Feuchtwangen umbenannt). Ab 1862 gehörte Elbersroth zum Bezirksamt Feuchtwangen (1939 in Landkreis Feuchtwangen umbenannt) und von 1943 bis 1973 zum Finanzamt Dinkelsbühl, seit 1973 zum Finanzamt Ansbach. In der Gerichtsbarkeit blieb das Landgericht Feuchtwangen zuständig (1879 in Amtsgericht Feuchtwangen umbenannt), seit 1973 ist es das Amtsgericht Ansbach. Die Gemeinde hatte 1964 eine Gebietsfläche von 11,240 km². Im Zuge der Gebietsreform in Bayern wurde diese am 1. Juli 1971 nach Herrieden eingemeindet.

### Baudenkmäler

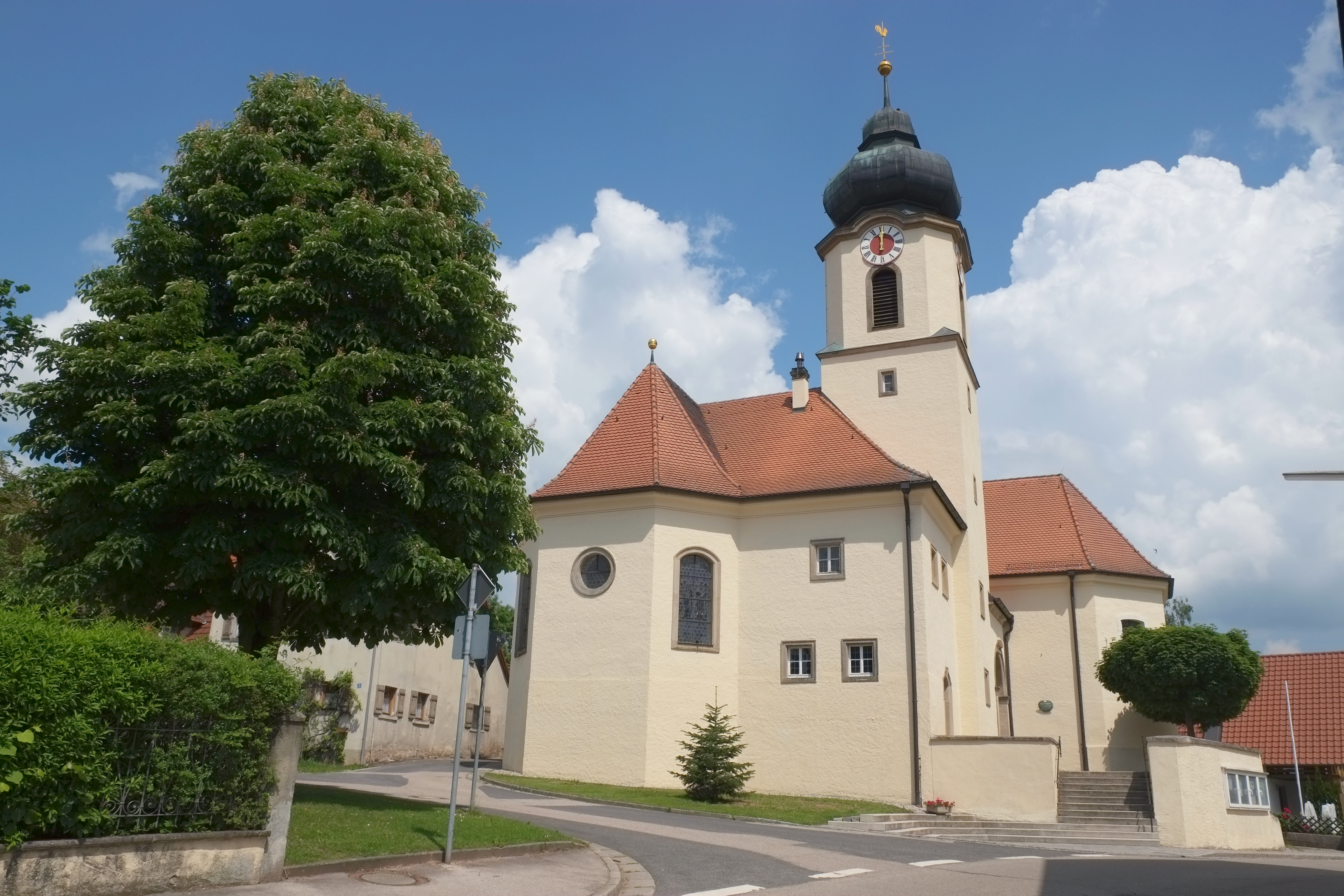
Kirche St. Jakobus der Ältere

In Elbersroth gibt es elf Baudenkmäler:
- Nähe Pfarrer-Heumann-Straße: Friedhof, Anlage um 1910; Friedhofshaus, kleiner eingeschossiger Walmdachbau, wohl gleichzeitig; mit zahlreichen aufeinander abgestimmten Grabdenkmälern der gleichen Zeit, meist in Stelenform, Grabstein Jechnerer, spätes 18. Jahrhundert; Einfriedung, um 1910, mit Torpfeilerbekrönungen in Vasenform, spätes 18. Jahrhundert
- Nähe Pfarrer-Heumann-Straße: Kriegerdenkmal, gotisierend in Bildstockform, 1914/18
- Pfarrer-Heumann-Straße 1: Pfarrhof; Wohnhaus, zweigeschossiger Walmdachbau, frühes 18. Jahrhundert, später erweitert; Grundstücksmauer, wohl 18. Jahrhundert
- Pfarrer-Heumann-Straße 1–2: seit 1. April 1990 Übergangseinrichtung der AWO Kreisverband Roth-Schwabach mit 16 Plätze im Haupthaus und 4 Plätze im Pfarrhaus.
- Pfarrer-Heumann-Straße 5: katholische Pfarrkirche St. Jakob der Ältere, Saalkirche, Neubau von Carl Jäger, 1925, mit neubarocken Elementen, ehemaliger Chor aus der Zeit um 1750 als Kapelle einbezogen, Turm mit Zwiebelhaube; mit Ausstattung
- Pfarrer-Heumann-Straße 6: massives Bauernhaus, Zwerchhausausbau, 1851; Backofen
- Pfarrer-Heumann-Straße 13: ehemalige Schneidmühle, eingeschossiger massiver Satteldachbau, bez. 1809; Nebengebäude, Scheune, zweigeschossige Satteldachbauten, in Teilen Fachwerk, wohl frühes 19. Jahrhundert
- Weinberger Straße 7: Wegkapelle Herz Jesu, kleiner massiver Satteldachbau, 1909; an der Wegabzweigung nach Weinberg
- Nähe Wiesethstraße: Wegkapelle, kleiner massiver Satteldachbau, neugotisch, mit Madonnenfigur, um 1850; an der Straße nach Sickersdorf
- An der Wieseth: Wegkreuz, Gusseisen auf Sandsteinsockel, zweites Drittel 19. Jahrhundert; an der Straße nach Leukersdorf
- Wegkreuz: Holzkruzifix, vergoldet, 19. Jahrhundert; am alten Herrieder Weg im Wald, 300 Meter außerhalb

### Einwohnerentwicklung
Gemeinde Elbersroth
| Jahr      | 1818   | 1840   | 1852   | 1855   | 1861   | 1867   | 1871   | 1875   | 1880   | 1885   | 1890   | 1895   | 1900   | 1905   | 1910   | 1919   | 1925   | 1933   | 1939   | 1946   | 1950   | 1952   | 1961   | 1970   |
| Einwohner | 356    | 496    | 456    | 429    | 461    | 510    | 517    | 510    | 526    | 516    | 536    | 535    | 550    | 590    | 597    | 592    | 559    | 534    | 502    | 798    | 733    | 677    | 561    | 532    |
| Häuser    | 64     | 78     |        |        |        |        | 94     |        |        | 99     | 98     |        | 99     |        |        |        | 108    |        |        |        | 117    |        | 122    |        |
| Quelle    | [ 10 ] | [ 17 ] | [ 18 ] | [ 18 ] | [ 19 ] | [ 20 ] | [ 21 ] | [ 22 ] | [ 23 ] | [ 24 ] | [ 25 ] | [ 18 ] | [ 26 ] | [ 18 ] | [ 27 ] | [ 18 ] | [ 28 ] | [ 18 ] | [ 18 ] | [ 18 ] | [ 29 ] | [ 18 ] | [ 12 ] | [ 30 ] |

Ort Elbersroth
| Jahr      | 001818 | 001840 | 001861 | 001871 | 001885 | 001900 | 001925 | 001950 | 001961 | 001970 | 001987 |
| Einwohner | 110    | 206    | 181    | 211    | 207    | 199    | 218    | 293    | 228    | 215    | 226    |
| Häuser    | 24     | 33     |        |        | 41     | 41     | 47     | 51     | 51     |        | 69     |
| Quelle    | [ 10 ] | [ 17 ] | [ 19 ] | [ 21 ] | [ 24 ] | [ 26 ] | [ 28 ] | [ 29 ] | [ 12 ] | [ 30 ] | [ 1 ]  |

## Religion
Der Ort ist römisch-katholisch geprägt und Sitz der Pfarrei St. Jakobus der Ältere. Die Einwohner evangelisch-lutherischer Konfession waren ursprünglich nach St. Wenzeslaus (Wieseth) gepfarrt.

## Söhne des Ortes
- Ludwig Heumann (1869–1918), „Heilmittelpfarrer“, Gründer der chemisch-pharmazeutischen Fabrik Ludwig Heumann & Co.[32]
- Gregor Maria Hanke (* 1954), Bischof von Eichstätt